# Dubiaranea insignita
Dubiaranea insignita is een spinnensoort uit de familie hangmatspinnen (Linyphiidae). De soort komt voor in Peru en Bolivia.